# Maria Tănase – Vol. 2

Maria Tănase – Volumul 2 este un album al cântăreței de muzică populară Maria Tănase. Acompaniază orchestrele conduse de Victor Predescu, Nicușor Predescu și Ionel Banu.

## Detalii ale albumului
- Genre: Folk, World, & Country
- Style: Folklore
- Limbi: Romana / Franceza
- Casa de discuri: Electrecord
- Catalog #: EDC 228
- Format: CD, Compilation, Digisleeve
- Data Lansari: 1997
- Durata albumului: (69'09")

## Lista pieselor
- 01 - Am iubit si-am sa iubesc
- 02 - Lume, lume
- 03 - Trei focuri arde pe lume
- 04 - Un tigan avea o casa
- 05 - Agurida
- 06 - Lunca, lunca
- 07 - Cate mute, cate slute
- 08 - Doina din Maramures
- 09 - Mai Gheorghita, und-te duci?
- 10 - Maria neichii, Marie
- 11 - Uite dealul, uite via
- 12 - Se teme Ion ca moare
- 13 - Cat ii Maramuresul
- 14 - As ofta sa-mi iasa focul
- 15 - Asta iarna era iarna
- 16 - Nici acela nu-i fecior
- 17 - Tulnicul
- 18 - Tataise si-o cumnata
- 19 - Eu pe bade-am intrebat
- 20 - Frica mi-e ca mor ca maine